# Estadio Doce de Octubre
Das Estadio Doce de Octubre (deutsch Stadion des 12. Oktober) ist ein Fußballstadion in der kolumbianischen Stadt Tuluá. Es bietet Platz für 16.000 Zuschauer und dient dem kolumbianischen Erstligisten Cortuluá als Heimstätte.

## Geschichte
| Estadio Doce de Octubre |

| Lokalisierung von Valle del Cauca in Kolumbien |

Das Estadio Doce de Octubre wurde 1967 erbaut. Es liegt im Stadtviertel mit dem gleichen Namen Doce de Octubre. Es war ein Austragungsort der U-17-Fußball-Südamerikameisterschaft 1993. Das Stadion ist nicht sehr modern und somit konnte Cortuluá bei der Copa Libertadores 2002 seine Heimspiele nicht im eigenen Stadion austragen. Auch nach dem Wiederaufstieg in die erste Liga 2015 wurde der Zustand des Stadions kritisiert. Dennoch ist das Stadion das drittwichtigste Stadion der Region nach dem Estadio Olímpico Pascual Guerrero und dem Estadio Deportivo Cali.
Für die Spielzeit 2017 erlaubte die DIMAYOR die Benutzung des Stadions nicht, weswegen Cortuluá nach Cali und Palmira ausweichen muss, bis der Zustand des Stadions verbessert wurde. Zu Beginn der Rückrunde 2018 konnte Cortuluá in das renovierte Stadion zurückkehren.